# William Brown (tennis)
Pour les articles homonymes, voir William Brown et Brown.
William Brown, né le 14 janvier 1945 à Omaha, est un joueur de tennis américain.

## Palmarès

### Titres en double messieurs
| No | Date       | Nom et lieu du tournoi                | Catégorie | Dotation  | Surface    | Partenaire    | Finalistes                   | Score         |  |
| -- | ---------- | ------------------------------------- | --------- | --------- | ---------- | ------------- | ---------------------------- | ------------- |  |
| 1  | 24-01-1973 | Tournoi de tennis d'Omaha Omaha       |           | NC $      | Dur (ext.) | Mike Estep    | Jimmy Connors Juan Gisbert   | Forfait       |  |
| 2  | 04-03-1975 | Shreveport                            |           | NC $      | Dur (ext.) | Juan Gisbert  | Janos Benyik Robert Machan   | 6-4, 6-4      |  |
| 3  | 31-03-1975 | American Airlines Tennis Games Tucson |           | 150 000 $ | Dur (ext.) | Raúl Ramírez  | Raymond Moore Dennis Ralston | 2-6, 7-6, 6-4 |  |
| 4  | 09-08-1976 | Columbus Open Columbus                |           | NC $      | Dur (ext.) | Brian Teacher | Fred McNair Sherwood Stewart | 6-3, 6-4      |  |